# Indigo-Marsch
Indigo-Marsch (Marche d'Indigo) est une marche de Johann Strauss II (op. 349). L'œuvre est créée le 9 avril 1871 dans la salle de concert de la Musikverein.

## Histoire
La marche est basée sur des motifs de l'opérette Indigo und die 40 Raüber, créée en 1871. Celle-ci rejoint une série d'œuvres (opus numéros 343, 344, 345, 346, 347, 348, 350 et 351) qui reprennent tous les thèmes de cette opérette. Strauss utilise principalement des motifs du premier finale et du troisième acte de l'opérette. La première est dirigée par son frère Eduard.

## Durée
Sa durée d'exécution est d'environ 2 minutes et 20 secondes. Elle peut varier légèrement selon l'interprétation musicale du chef d'orchestre.

## Interprétation notable
En 2005, la pièce est jouée lors du célèbre concert du nouvel an à Vienne sous la direction de Lorin Maazel.